# Pułk Artylerii Pieszej (Księstwo Warszawskie)
Pułk artylerii pieszej – oddział artylerii Armii Księstwa Warszawskiego.
Pułk powstał na mocy dekretu królewskiego z 30 marca 1810 roku. Pułkiem dowodził pułkownik Antoni Górski.

## Skład organizacyjny
- Sztab pułku:

Skład: 1 pułkownik, 1 major, 3 szefów batalionu, 1 płatnik, 2 adiutantów majorów, 1 urzędnik zdrowia I klasy, 1 urzędnik zdrowia II klasy, 2 urzędników zdrowia III klasy, 2 adiutantów podoficerów (2 konie), 1 dobosz pułku, 1 dobosz batalionowy, 1 konował (1 koń), majstrowie rzemieślnicy: 1 puszkarz, 1 krawiec, 1 siodlarz, 1 szewc.
Ogółem w sztabie: 21 żołnierzy, 3 konie.
- 12 kompanii polowych

Skład jednej kompanii polowej: 1 kapitan, 2 poruczników l klasy, 1 porucznik II klasy, 1 sierżant starszy, 8 sierżantów, 1 furyer, 8 kaprali, 4 fajerwerków, 2 kowali, 2 rymarzy, 2 doboszy, 48 kanonierów I klasy, 100 kanonierów II klasy.
Ogółem w kompanii: 180 żołnierzy, 140 koni.
- 4 kompanie garnizonowe

Skład jednej kompanii garnizonowej: 1 kapitan komendant, 2 poruczników I klasy, 1 porucznik II klasy, 1 sierżant starszy, 4 sierżantów, 1 furyer, 8 kaprali, 4 fajerwerków, 1 kowal, 1 rymarz, 2 doboszy, 24 kanonierów I klasy, 76 kanonierów II klasy.
Ogółem w kompanii: 126 żołnierzy, 30 koni.
- oddział artylerii w Hiszpanii

Ogółem stan pułku artylerii pieszej wynosił 2685 żołnierzy i 1803 konie. Liczba koni w okresie pokoju była mniejsza.

## Ubiór
Według przepisów ubiorczych z 3 września 1810:
Mundur galowy oficerski: frak sukienny koloru ciemnozielonego; wyłogi, kołnierz i łapki czarne aksamitne z wypustką pąsową; guziki żółte, z wizerunkiem bomby z płomieniem, pod nią dwie armaty na krzyż złożone.
Krój munduru, liczba guzików, zapinanie, chustka na szyję, kapelusz, kokarda tak jak w piechocie. Wyszywanie na rogach- pół była bomba złota z ogniem, kamizelka i spodnie sukienne białe. Buty do munduru wielkie, do munduru małego zwyczajne węgierskie; ostrogi srebrne; sprzączki do trzewików pozłacane.
Mundur mały oficerski: frak sukienny ciemnozielony bez wyłogów, kołnierz i łapki czarne aksamitne z wypustką pąsową. Spodnie sukienne czarne lub zielone; Krój munduru tak jak mundur mały dla piechoty. Surdut z takiego sukna jak frak, zapinany na dwie strony, z każdej na 7 wielkich guzików. W lecie kamizelka i spodnie mogły być białe lub nankinowe.
Podoficerowie i żołnierze nosili mundury identycznego koloru jak oficerowie, lecz nie fraki, a kurtki z rabatami jak u fraków oficerskich, spod których widać było kamizelkę. Na ramionach szlify pąsowe niciane. Spodnie sukienne zielone lub białe płócienne czechczery; kamasze czarne lub białe. Lederwerki białe. Kaszkiet z podpinkami, okuciem daszka z żółtego metalu; guz od łuszczek z wyobrażeniem lwiej głowy. Na nim orzeł biały blaszany, pod orłem dwie armaty żółte na krzyż złożone; bomba zapalona. Kordony pąsowe; nad kokardą białą pompon pąsowy, a nad nim pióro. Broń składała się z krótkiego dragońskiego karabinka i pałasza piechotnego z czerwonym temblakiem. Ładownica czarna skórzana.
Lejbik biały sukienny z kołnierzem, łapkami i wypustką przy kieszeniach zielonymi. Furażerka sukienna ciemnozielona obszyta żółtą taśmą.